# リンゴ酸デヒドロゲナーゼ (脱炭酸)
リンゴ酸デヒドロゲナーゼ (脱炭酸)（malate dehydrogenase (decarboxylating)）はリンゴ酸酵素の1つで、NAD-リンゴ酸酵素(NAD malic enzyme, NAD-ME)とも言う。次の化学反応を触媒する酸化的脱炭酸酵素である。
(S)-リンゴ酸 + NAD+ {\displaystyle \rightleftharpoons } ピルビン酸 + CO2 + NADH
組織名は(S)-malate:NAD+ oxidoreductase (decarboxylating)である。

## 反応
他のリンゴ酸酵素と同様に、まずリンゴ酸を酸化してオキサロ酢酸を生じ、続いて脱炭酸反応によりピルビン酸が生成すると考えられている。オキサロ酢酸を基質とすることができない理由は明確になっていない。補因子として2価陽イオンを要求することも他のリンゴ酸酵素と同じである。

## 分布
緑色植物のミトコンドリアに広く存在している。根粒菌や紅色光合成細菌にも見出されている。

## 構造
植物のNAD-MEにはαとβといういずれも分子量60 kDa前後の2つのサブユニットが存在し、この組み合わせにより3種類の酵素が存在しうる。
真正細菌のNAD-MEは分子量80 kDa程度のタンパク質のホモ8量体である。N末端側は他のリンゴ酸酵素と類似しているが、C末端側にリン酸アセチルトランスフェラーゼドメインが融合した構造をしている。このドメインはアセチルCoAによる活性調節に関与していると考えられている。

## 機能
植物ではC4型光合成やCAM型光合成などに関与している。